# Heinrich Scherrer (Musiker)
Heinrich Scherrer (* 6. März 1865 in Eckernförde; † 3. Oktober 1937 in Schöngeising) war ein deutscher Musiker, Flötist und Gitarrist, Ensembleleiter, Arrangeur und Herausgeber.

## Leben und Werk
Scherrer entstammte einer Handwerkerfamilie und wurde zunächst in der Werkstatt seines Vaters als Sattler ausgebildet. Auch die musikalischen Grundlagen wurden für ihn in der Familie gelegt, da seine beiden Großväter angesehene Militärmusiker waren. Das Flötenspiel erlernte Scherrer von seinem Großvater mütterlicherseits, einem ehemaligen Stabshornisten im schleswigschen Jägercorps. Das Spiel der Gitarre brachte sich Scherrer im Selbststudium von Ferdinando Carullis Gitarrenschule bei. Als Musiker in Tanzkapellen verdiente er sich ein Zubrot, und in den folgenden Wanderjahren als Sattler war die Gitarre nach eigener Aussage sein ständiger Begleiter.  
Scherrer beschloss, eine professionelle Musikerlaufbahn einzuschlagen, und ließ sich um 1889 in München nieder, wo er an der Königlich Bayerischen Musikschule ein Studium im Fach Flöte aufnahm. Im November 1891 wurde er zunächst befristet als Querflötist an der Münchner königlichen Hofkapelle angestellt; 1895 ging dies in eine Festanstellung über. 1901 wurde er zum „königlichen Kammermusiker“ ernannt und 1908 zum „königlichen Kammervirtuosen“, was mit der Position des Solo-Flötisten im Hoforchester verbunden war. Mit diesen Titeln war jedoch keine nennenswerte Gehaltssteigerung verbunden, und sein Antrag auf Beförderung zum königlichen Hofmusiker wurde von Hofkapellmeister Bruno Walter abgelehnt. Durch Erlass von Prinzregent Luitpold wurde ihm die Beförderung 1912 schließlich doch gewährt, doch häuften sich in der Folgezeit Zweifel an seinen Leistungen als Flötist, so dass Scherrer 1916 aus gesundheitlichen Gründen ein Gesuch auf vorzeitige Versetzung in den Ruhestand einreichte. 

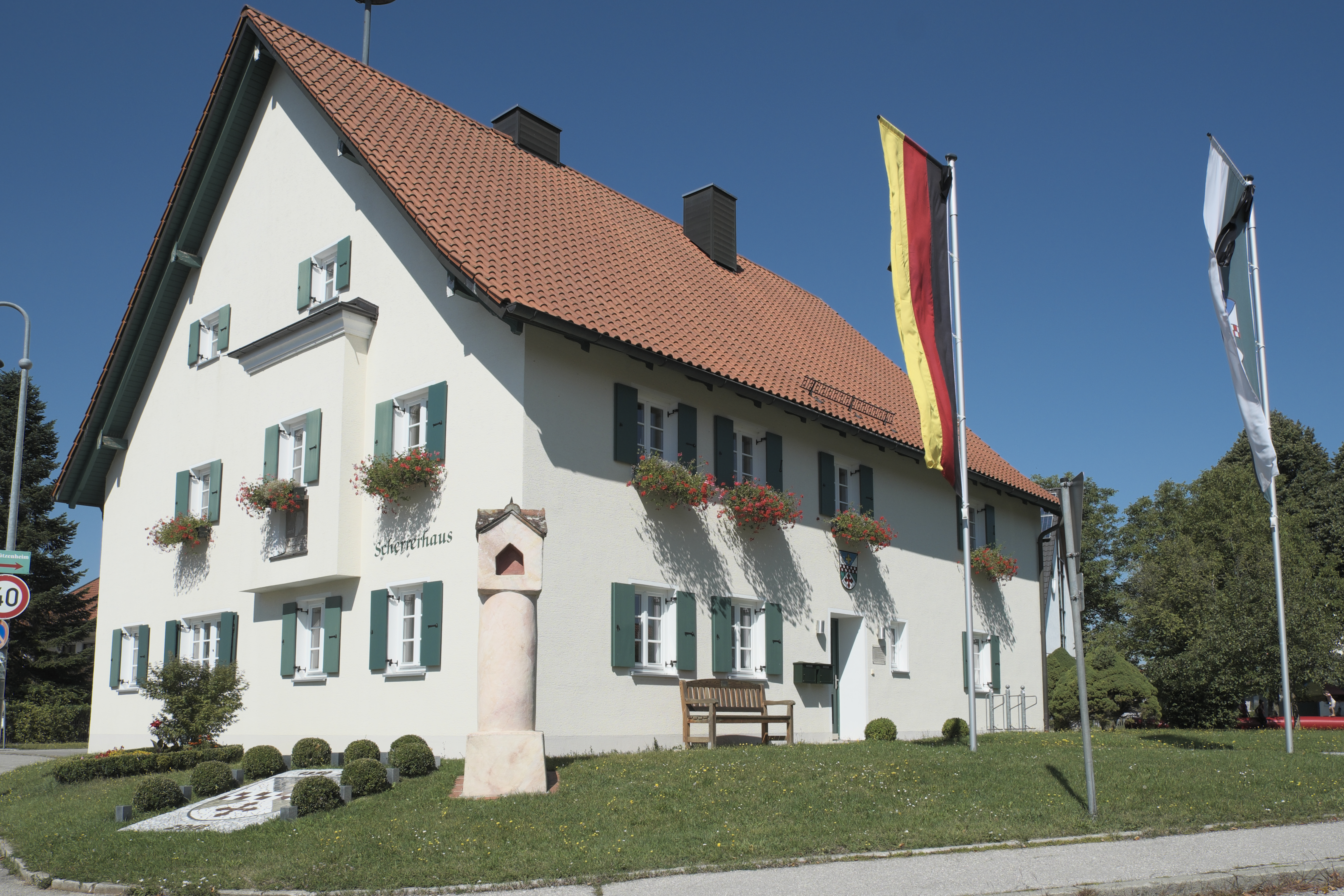
Scherrers Wohnhaus, heute Rathaus Schöngeising

Nach seiner Pensionierung ließ sich Scherrer in Schöngeising nieder, wo er ein ehemaliges Bauernhaus in der Amperstraße erwarb, das heute den Namen „Scherrerhaus“ trägt und als Rathaus dient. Er setzte dort sein musikalisches Wirken fort, gründete eine Blaskapelle und einen Sängerkreis, und engagierte sich für die Wiederbelebung des Schöngeisinger Krippenspiels.
Bis zum Zeitpunkt seiner Pensionierung hatte Scherrer sein musikalisches Schaffen bereits auf die Bereiche des Arrangierens und der Herausgabe von Liedsammlungen ausgedehnt. Vom Bayerischen Kriegsministerium erhielt er 1916 den Auftrag zum Neuarrangement der Pfeifen- und Trommelmusik in der Bayerischen Militärmusik. Ferner war er als Dirigent des Münchener Mandolinen Clubs 1893 tätig, dessen Leitung er 1904 übernommen hatte. Wie Carl Henze, Heinrich Albert und andere Berufsmusiker wirkte er im 1899 gegründeten Internationalen Gitarristen-Verband. Im selben Jahr entstand auch der Münchner Gitarreklub, an dessen Spitze Heinrich Scherrer stand. Für das Liederbuch der Wandervogelbewegung Der Zupfgeigenhansl verfasste er 1911 das Nachwort „Einiges über das Zupfen“, und gab 1914 eine eigene Ausgabe mit vollständigem Notensatz für die Gitarre heraus. Ferner war er musikalischer Leiter der Bogenhauser Künstlerkapelle. Darüber hinaus war Scherrer ein wichtiger Förderer von Lautensängern wie Robert Kothe (vom Ensemble der Elf Scharfrichter) oder Oscar Besemfelder. Er galt als der „Erwecker und Altmeister des deutschen Gitarrespiels“. Mit Theodor Salzmann gab er die Postkartenlieder von Anton Günther mit Gitarrensatz versehen im Verlag Hofmeister heraus.

## Werke
- Kurzgefasste, volkstümliche Lauten und Gitarre Schule. Friedrich Hofmeister, Leipzig 1911.
- Der Zupfgeigenhansl. Für eine Singstimme mit Gitarrenbegleitsatz. Hofmeister, Leipzig 1914. Reprint: (ED 4055). Schott, Mainz 1953.
- Eine verlorengegangene Kunst: Wissenswertes über Lauten- und Gitarrenbau. F. Hofmeister, Leipzig 1919.
- Die Kunst des Gitarrespiels: Auf Grundlage der Spielweise der alten Lautenschläger. Hofmeister, Leipzig 1911; 8. Auflage ebenda 1920.
- mit Karl Plenzat: Der Liederschrein. F. Hofmeister, Leipzig 1922.